# مومسانی
در فیزیک، علم مواد و مهندسی مکانیک به فرایند تغییر شکل‌های برگشت‌ناپذیر مواد جامد تحت اثر نیرو مومسانی، رفتارهای خمیری یا پلاستیسیته گویند. به عنوان مثال مومسانی را به صورت تغییر شکل دائمی پدید آمده در یک قطعه از فلزی سخت که از طریق خم شدن یا کوبیدن به شکل جدیدی در می‌آید، را نشان می‌دهند. در مهندسی تغییر رفتار ماده از حالت کشسان به موم‌سان را تسلیم می‌گویند. خواص مومسان دارای رابطه مستقیم با نرمی و چکش‌خواری مواد است.
در فیزیک و علم مواد، مومسانی به تغییر شکل غیرقابل بازگشت یک ماده (جامد) در پاسخ به یک نیروی اعمال شده گفته می‌شود. به عنوان مثال یک قطعه جامد فلزی که خم شده و اعمال نیرو به شکل جدیدی تغییر یابد، نشان دهندهٔ مومسانی به عنوان یک تغییر دائمی که در خود ماده اتفاق می‌افتد می‌باشد. در مهندسی تغییر حالت از رفتار کشسان به رفتار مومسان را «تسلیم» می‌گویند.
تغییر شکل مومسان در بیشتر مواد قابل مشاهده است به خصوص فلزات، خاک، سنگ، بتن، فوم، استخوان و پوست.
اگر چه سازوکارهای‌های فیزیکی که باعث تغییر شکل مومسان می‌شوند می‌توانند بسیار گسترده باشند در مقیاس کریستالی، مومسانی در فلزات معمولاً نتیجه «نابجایی» است.

A stress–strain curve typical of structural steel.

در بیشتر مواد بلوری چنین عیوبی به ندرت اتفاق می‌افتد، اما در بعضی یا بخشی از ساختمان کریستال به کرات اتفاق می‌افتد. در این موارد، بلوری‌شدن مومسان حاصل می‌گردد. در مواد سخت و تُرد مثل سنگ، بتن و استخوان، مومسانی به وسیله پیشرفت ترک‌های مویی ایجاد می‌گردد.
در بسیاری از فلزات چکش‌خوار و نرم، بارهای کششی وارده بر نمونه می‌تواند منجر به یک رفتار کشسان شود. هر گونه اضافه شدن به این بار منجر به ازدیاد افزایش طول می‌گردد. وقتی که بار برداشته می‌شود، قطعه به ابعاد اولیه خود بازمی‌گردد؛ ولی با این وجود اگر بار اضافه شود، به یک نقطه تسلیم که نیروی اضافه شده بر آن به سرعت از محدوده حالت کشسان دور می‌شود می‌رسیم. حالا هنگام برداشت بار، مقداری از تغییر فرم باقی خواهد ماند.
تغییر فرم کشسان به شکل تقریبی به سرعت و زمان وارد شدن نیرو بستگی دارد. همان‌طور که در شکل مقابل نشان داده شده است، تغییر شکل شامل تغییر شکل کشسان می‌باشد همچنین به عنوان تغییر شکل کشسان مومسان یا الاستو مومسان از آن یاد می‌شود. اگر نیرو به‌طور ناگهانی وارد شود، رفتار ماده به شکل ترد و اگر نیرو به آرامی وارد شود، رفتار ماده به شکل نرم خواهد بود.
به‌طور کلی ۳حالت عمده برای تغییر شکل متصور است: کشسانی کامل، کشسانی و سپس مومسانی کامل، مومسانی و سپس کارسختی که هرکدام منحنی تنش-کرنش خاص خود را دارند. مومسانی کامل خاصیتی از ماده است که بدون افزوده شدن تنش نیروها، به شکل غیرقابل بازگشت تغییر شکل داریم. مواد مومسان در حالت سختی بالا تنش بیشتری را برای تغییر شکل مومسان بیشتر نیاز خواهند داشت. به شکل کلی تغییر شکل مومسان بستگی به سرعت تغییر شکل خواهد داشت بدین معنی که، تغییر شکل بیشتر نیازمند تنش بیشتری خواهد بود. به چنین موادی ویسکومومسانی می‌گویند.
بسیاری از مواد چکش‌خوار هنگامی که کشیده شوند، از خود خاصیت کشسانی نشان می‌دهند. بدین معنا که متناسب با افزایش بار، ماده کشیده می‌شود و اگر ماده رها شود، به شکل اولیه خود بازمی‌گردد. اما هنگامی که بار وارده از حد معینی (تنش تسلیم) بگذرد، آنگاه ماده با سرعت بیشتری تغییر شکل می‌دهد و بخشی از تغییر شکل نیز پس از برداشتن بار باقی می‌ماند. بدین بخش از تغییر شکل، تغییر شکل موم‌سان یا تغییر شکل مومسان گفته می‌شود. تئوری مومسانی علمی است که به بررسی رفتار مواد، در کرنش‌هایی که از قانون هوک تبعیت نمی‌کنند، می‌پردازد. برخی از جوانب تغییر شکل مومسان، فرمول‌بندی ریاضی آن را مشکل‌تر از تغییر شکل کشسان مواد می‌نماید؛ مثلاً تغییر شکل کشسان یک تابع حالت است ولی تغییر شکل مومسان تابع مسیر. مواد مختلف بر اساس نمودار تنش-کرنشی که بر اثر بارگذاری دوره‌ای دارند به انواع مختلفی تقسیم‌بندی می‌شوند. از جمله می‌توان به موارد زیر اشاره کرد: کشسان خطی، کشسان غیرخطی، مومسان، گران‌روکشسان (ویسکوالاستیک)، گران‌رومومسان (ویسکوپلاستیک)، کشسان با رفتار مومسان ایده‌آل، کشسان سخت شونده بر اثر کرنش، کشسان صلب با رفتار مومسان ایده‌آل، کشسان صلب سخت شونده بر اثر کرنش.
قانون هوک بیان می‌کند که نیروی اعمال شده به یک ماده با مقدار کشیده شدن آن، متناسب است؛ یعنی مثلاَ اگر نیروی کشش وارد بر یک فنر را دو یا سه برابر کنید، دو یا سه برابر بیشتر کشیده خواهد شد. اما این قانون پس از رسیدن به حد کشسانی ماده، دیگر برقرار نیست. ثابت تناسب رابطه بین نیروی کشسانی و مقدار کشش ماده، ثابت کشسانی گفته می‌شود.
تغییر شکل موم‌سان در بیشتر مواد، به ویژه در فلزات، خاک، سنگ‌ها، بتن، کف، استخوان و پوست دیده می‌شود. با این حال، سازوکارهای فیزیکی که باعث تغییر شکل مومسان می‌شوند، می‌توانند به‌طور بسیار متفاوت باشند. در مقیاس بلوری، موم‌سانی در فلزات معمولاً نتیجه نابجایی است. چنین نقایصی در اغلب مواد بلورین نسبتاً نادر است، اما در بعضی و بخشی‌هایی از ساختار بلوری متعدد هستند؛ در چنین مواردی ممکن است بلور مومسانی ایجاد شود.

نمودار تنش−کرنش

هنگامی که بسیاری از مواد چکش‌خوار کشیده شوند از خود خاصیت کشسانی نشان می‌دهند. بدین معنا که متناسب با افزایش بار ماده کشیده می‌شود و اگر ماده رها شود، به شکل اولیه خود بازمی‌گردد. اما هنگامی که بار واردشده از حد معینی (تنش تسلیم) گذشت، آنگاه ماده با سرعت بیشتری تغییر شکل می‌دهد و بخشی از تغییر شکل نیز پس از برداشتن بار باقی می‌ماند. بدین بخش از تغییر شکل، تغییر شکل موم‌سان یا تغییر شکل مومسان گفته می‌شود. این پدیده در شکل زیر نمایش داده شده است.

## مومسانی خاک
از مفاهیم بسیار مهم، خاصیت مومسانی خاک است. خاصیت مومسانی خاک به دلیل وجود دانه‌های رسی در مجموعه خاک می‌باشد. میزان خاصیت وابسته به مقدار رس در مجموعه و همچنین نوع آن (کائولن، بتونیت، ایلیت، مونت موریلونیت و غیره) است. اصل مطلب مربوط می‌شود به اینکه، خاک مومسان می‌تواند مقداری آب را جذب نموده و حالت خمیری و شکل‌پذیر به خود بگیرد. دامنه حالت خمیری بستگی به ساختمان خاک رس دارد. توده خاکی که خاصیت مومسان دارد، چنانچه خشک باشد، سفت و شکننده است با جذب آب و افزایش آن به حدی می‌رسد که حالت خمیری به خود می‌گیرد و تا حدی هم می‌تواند آب را به خود بگیرد و همچنان حالت خمیری داشته باشد.

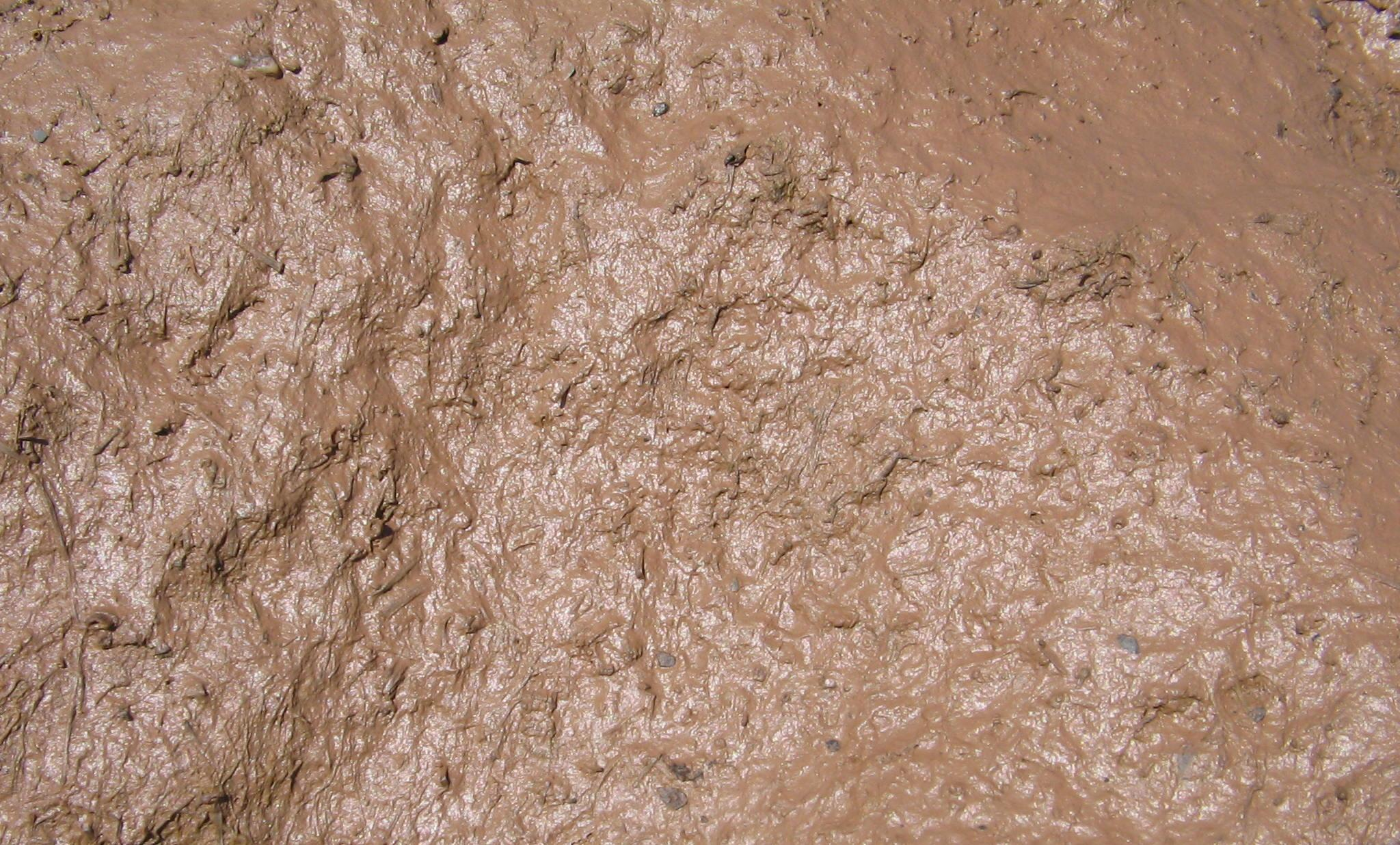
خاک در حالت چسبنده و خمیری

ولی از حدی که افزایش آب گذشت، خاک چسبنده و خمیری حالت روانی به خود می‌گیرد و دیگر خمیر نخواهد بود. دامنه ای از درصد رطوبت که خاک در آن، حالت خمیری خود را دارد، دامنه خمیری خاک گفته می‌شود. حد روانی، حد خمیری، دامنه خمیری به صورت درصد رطوبت بیان می‌شوند.
یک نمونه رس یا یک بدنه در شرایط کار پذیری معمولی، مومسان‌تر از همان رس یا بدنه در حالت خیلی صلب یا خیلی نرم است. لیکن هنگامی که گفته می‌شود یک بدنه، مومسان‌تر از دیگری است، منظور هنگامی است که هر یک از بدنه‌ها دارای اپتیم رطوبت مخصوص به خود باشد. در چنین حالتی ما با مومسانی ذاتی بدنه سر و کار داریم که به آن مومسانی بالقوه نیز گفته می‌شود. به ویژه این ابهام در معنی مومسانی هنگامی مهم است که با اندازه‌گیری‌های عدد مومسانی روبرو هستیم. در چنین مواردی همواره مهم است که در نظر داشت آیا این عدد به درصد رطوبت بستگی دارد یا نه، و اگر بستگی ندارد چگونه وابستگی رطوبت حذف شده است.

Stress–strain curve showing typical yield behavior for nonferrous alloys.

### مومسانی در فلزات
مومسانی در بلور فلز خالص، در درجه اول از دو تغییر حالت لغزشی و لایه‌ای در شبکه بلوری ناشی می‌شود. لغزش به معنی یک تغییر حالت برشی در حال حرکت اتم‌ها در فضای بین اتمی نسبت به موقعیت اولیهٔ خود می‌باشد. دوقلویی تغییر فرم مومسانی بین ۲ لایه بر اساس یک سری از نیروهایی که به قطعه فلزی وارد می‌گردد است. بیشتر فلزات هنگام گرم بودن، مومسانی بیشتری نسبت به زمان سرما خواهند داشت که دلیل این امر تعداد بیشتر سیستمهای لغزش و جنبش بیشتر ذرات در دمای بالا است.

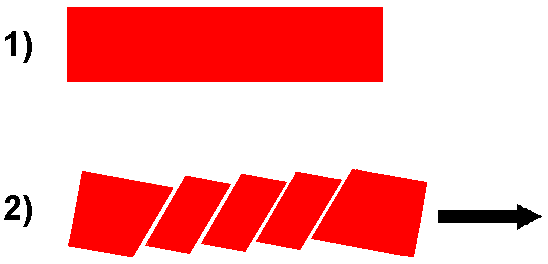
نمایش شماتیک فرایند تغییر شکل مومسان توسط لغزش در اثر اعمال نیروی کششی

سرب در درجه حرارت اتاق مومسانی کافی دارد در حالی که چدن حتی در دمای بالا مومسانی کافی جهت عملیات آهنگری نخواهد داشت که به دلیل وجود مقدار نسبتاً زیاد کربن در آن است. این خاصیت در فرم دهی، تغییر حالت و اکسترود فلزات دارای اهمیت است. اغلب فلزات با درجه حرارت بالا، شکل‌پذیری بهتری از خود نشان می‌دهند.

#### سیستم لغزش
مواد کریستالی، از صفحات یکنواخت اتمی که به ترتیب قرار گرفته‌اند تشکیل می‌شوند. این صفحات ممکن است بر روی یکدیگر و در جهت نظم فعلی بلغزند. لغزش حاصل، تغییر شکل دائمی بین کریستالی مومسان می‌باشد. این تغییر محل شبیه این است که صفحات بر روی یکدیگر لغزیده‌اند.

### = مومسانی قابل بازگشت
در مقیاس نانو، تغییر شکل مومسان اولیه، بر روی مکعب‌های مرکزی کریستالی فلز اتفاق می‌افتد. در این حالت و در مقیاس نانو این موضوع قابل بازگشت است. در مقیاس نانو موادی جابجا نخواهد شد.

#### شبکه برشی
وجود معایب دیگر در کریستال ممکن است از جابجایی یا لایه‌ای شدن و تغییر فرم جلوگیری نماید. هنگامی که این اتفاق رخ می‌دهد، تغییر فرم مومسان فقط در یک محدودهٔ مشخصی اتفاق می‌افتد. در کریستال‌ها، این ناحیهٔ محدود مومسان‌شده، شبکه برشی نامیده می‌شود.

### مومسانی در مواد غیر بلوری

#### 
در مورد مواد نامنظم کریستالی، صحبت از نابجایی بکار نمی‌رود، از آن جایی که تمام مواد از یک نظم برخوردار نمی‌باشند این مواد می‌توانند دارای تغییرات مومسان باشند. مواد دارای ساختار نامنظم، مانند پلیمرها به خوبی نظم نگرفته‌اند در نتیجه دارای فضاهایی آزاد یا مرده می‌باشند. کشش در این مواد از این فضاها باز شده و می‌تواند به آن‌ها شکل نامعلومی دهد. این نامعلومی نتیجه انتشار ترک‌های مویی (Crazing) است که در نواحی رگه‌های ناشی از تنش هیدرواستاتیک هستند؛ که ممکن است مواد از فرم منظم به الگویی نامشخص، کشیده شده و دارای تغییر طول گردند.

### مومسانی در مواد Martensitic
بعضی از مواد به‌ویژه آن‌هایی که مربوط به این تغییر هستند تغییر شکلشان به گونه‌ای است که توسط تئوری‌های مومسانی قابل توضیح نیستند. یکی از معروف‌ترین نمونه‌های آن نایتینول (آلیاژ نیکل و تیتانیوم) می‌باشد که تغییر شکل آن کشسان کاذب است، یعنی قابل بازگشت در مقیاس مکانیکی می‌باشد اما در مقیاس ترمودینامیکی قابل بازگشت نیست.

### مومسانی در مواد سلولزی
تغییر شکل مومسان در این گونه مواد زمانی است که گشتاور خمشی از گشتاور مومسانش بیشتر باشد. این برای فوم‌های سلولی است که گشتاور خمشی به دیواره‌های سلولی آن‌ها وارد شود این فوم می‌تواند از هر ماده‌ای با نقطهٔ تسلیم مومسان که شامل پلیمرهای صلب و فلز باشد ساخته شده باشد.
این روش مدلسازی فوم به عنوان تقویتی فقط موقعی صدق می‌کند که نسبت چگالی فوم به ماده کمتر از ۰٫۳ باشد. علت این موضوع این است که دیواره‌های اسفنجی به جای این که خم شوند به‌طور محوری و مستقیم قرار می‌گیرند. در فوم‌های سلول بسته اگر مواد تحت کشش قرار گیرند مقاومت تسلیم افزایش پیدا می‌کند زیرا جداره‌هایی سطح سلول‌ها رااحاطه کرده‌اند.

### مومسانی در خاک و شن
خاک‌ها به خصوص گل‌ها تحت مقدار زیادی نیرو خاصیت غیر کشسانی از خود نشان می‌دهند. دلایل مومسانی خاک می‌تواند کاملاً پیچیده بوده و شدیداً بستگی به ساختار میکروسکوپی وساختار شیمیایی و میزان آب درون آن دارد. رفتار مومسان در خاک‌ها ابتدا به وسیلهٔ جابجایی خوشه‌های دانه بندی شده به وجود می‌آید.

### مومسانی در سنگ‌ها و بتن
تغییر شکل غیر کشسان سنگ‌ها و بتن ابتدا ناشی از تشکیل ترک‌های مویی و حرکت لغزشی این ترک‌ها نسبت به هم می‌باشد. در فشار و دمای بالا رفتار مومسان می‌تواند تحت تأثیر حرکت نابجایی‌ها در دانه‌ها در ریز ساختار باشد.

## بررسی ریاضی تئوری تغییر شکل

An idealized uniaxial stress-strain curve showing elastic and plastic deformation regimes for the deformation theory of plasticity

### تئوری تغییر شکل
چندین توصیف برای توضیح مومسانی وجود دارد یکی از تئوری‌ها ی تغییر شکل قانون هوک است که در آن تنسور تنش کوشی از درجهٔ (d*d) تابعی از تغییر طول نسبی است اگرچه این شرح برای موقعی دقیق است که یک قطعه کوچک از مواد تحت یک نیروی افزایشی قرار می‌گیرد مانند بارگذاری کرنشی.
این تئوری نمی‌تواند برگشت‌ناپذیری را توجیه کند. مواد نرم می‌توانند تغییر فرم زیادی را بدون شکست داشته باشند (در واقع انرژی زیادی را قبل از شکست جذب کنند). همین فلزات نرم زمانی که کرنش بزرگ شود شکسته می‌شوند؛ این نتیجهٔ کار سختی مواد است که باعث ترد شدن ماده می‌شود. عملیات حرارتی نظیر تنش‌گیری می‌تواند نرمی یک قطعه کار شده را بازیابد در نتیجه شکل‌پذیری ادامه پیدا می‌کند.

### تئوری جریان مومسانی
در سال ۱۹۳۴ اگون اورووان مایکل پولانی و جئوفری اونگرام تیلور تقریباً به‌طور همزمان تشخیص دادند که تغییر شکل مومسان مواد نرم می‌تواند بر اساس تئوری نابجایی‌ها توجیه گردد. صحیح‌ترین تئوری مومسانی تئوری جریان مومسانی است که استفاده از یک سری از معادلات غیر خطی و غیر انتگرالی استفاده می‌کند تا کرنش و تنش را نسبت به حالت‌های قبلی توجیه کند.

## فرضیه تسلیم

Comparison of Tresca criterion to Von Mises criterion

The von Mises yield surfaces in principal stress coordinates circumscribes a cylinder around the hydrostatic axis. Also shown is Tresca's hexagonal yield surface.

اگر تنش از یک مقدار بحرانی افزایش پیدا کند مواد تحت شرایط مومسان و تغییر شکل غیرقابل بازگشت قرار می‌گیرد. این تنش بحرانی می‌تواند کششی یا فشاری باشد.
ترسکا و وون میسس از این فرضیه استفاده کرده‌اند تا دریابند که آیا مواد به تسلیم رسیده‌اند یا نه. این فرضیات ثابت شده برای بسیاری از مواد کافی نیست ولی در خیلی مواد دیگر این فرضیه مورد استفاده قرار گرفته است.

### فرضیه ترسکا
این فرضیه بر مبنای آن است که چه وقتی مواد به شکست می‌رسند. همچنین در برش فرض نسبتاً خوبی برای فلزات می‌باشد. با توجه به اصول تنش ما می‌توانیم دایرهٔ مور را برای مشخص کردن ماکسیمم تنش برشی که ماده‌مان می‌تواند تحمل کند استفاده کنیم و ماده زمانی شکننده می‌شود که:

پرونده:فرمول مومسانی یک.svg

که در آن σ1 ماکسیمم تنش عمودی σ3مینیمم تنش عمودی و σ0 تنشی است که مواد تحت نیروی چند محوری می‌شکنند. یک سطح تسلیمی ممکن است ایجاد شود که نمایانگر این فرض می‌باشد. داخل این سطح تسلیم تغییر شکل کشسان است و روی این سطح تغییر شکل مومسان است و در خارج این سطح تسلیم شرایط تنشی وجود ندارد.

### فرضیه هابر وون میسس
این فرضیه بر مبنای فرضیه ترسکا می‌باشد اما با این فرض که تنش‌های هیدرواستاتیک درشکست مواد تأثیر ندارند ام.تی. هابر اولین کسی بود که فرضیه انرژی برشی را عنوان نمود.
وون میسس آن مسئله را برای نیروی چند محوره حل کرد به طوری که تنش هیدرواستاتیک را از آن کم می‌کرد و ادعا می‌کند که تمام تنش‌های مؤثر بزرگ‌تر از آن باعث شکست مواد در بارگذاری چند محوره خواهد بود و در نتیجهتغییر فرم مومسان را ایجاد خواهد کرد.
مجدداً یک سطح تسلیم مشهود ساخته می‌شود با معادلهٔ فوق که یک شکل بیضی به خود می‌گیرد. داخل سطح ماده تحت تغییر شکل کشسان است و روی سطح مواد دارای تغییر شکل مومسان می‌باشد و تنش در خارج آن سطح غیرممکن است.

## ابرمومسانی
ابرمومسانی توانایی مواد چندبلوری (پلی‌کریستالی)، جهت ازدیاد طول بسیار زیاد تا قبل از شکست در دماهای بالا می‌باشد(T>0.5Tm). علاقه‌مندی به تغییر شکل ابرمومسان، به علت مشاهده این پدیده در بسیاری از مواد که تغییر شکل آنها بوسیله روش‌های معمولی شکل‌دادن مشکل می‌باشد، افزایش یافته است. ویژگی تغییر شکل ابرمومسانی ازدیاد طول‌های بیشتر از ۲۰۰٪ می‌باشد که به وسیله آن تولید قطعات پیچیده‌ای مانند اتصالالت لوله‌ها و شیرها با استفاده از هزینه کم، ممکن می‌شود. در مواد ابرمومسان، ازدیاد طول، به تنش سیلان و به مقدار زیاد به اندازه دانه وابسته است، بطوری که هرچه دانه‌های اولیه ریزتر باشند، ازدیاد طول بیشتر است. در نتیجه جهت ریز کردن دانه‌های این مواد استفاده از فرآیندهای ترمومکانیکی بهترین روش می‌باشد. در همین راستا گیبسون و میهارا از فرآیندهای ترمومکانیکی جهت ریز کردن ساختار فولادهای زنگ نزن دو فازی استفاده کرده و به اندازه دانه‌های یک الی دو میکرومتر دست یافتند. معمولاً در حین فرایند ابر مومسانی، حفره دار شدن نیز مشاهده می‌شود که این امر به دلیل ایجاد تمرکز تنش در نقاط سه‌گانه و لبه‌های مرز دانه‌ها، و ناشی از سر خوردن این مرزها و آزاد نشدن این تنش‌ها به‌طور کامل می‌باشد، که منجر به تشکیل، رشد و به هم پیوستن حفره‌ها شده و هنگامی که نمونه تحت کشش قرار می‌گیرد به دلیل بوجود آمدن این حفره‌ها می‌شکند.